# فينس روكو
فينس روكو هو لاعب هوكي الجليد كندي، ولد في 26 يونيو 1987 في Woodbridge, Ontario ‏ في كندا.

## وصلات خارجية
- فينس روكو على موقع EliteProspects.com (الإنجليزية)
- فينس روكو على موقع HockeyDB.com (الإنجليزية)